# 제77기동부대
제77기동부대(Task Force 77)는 미국 해군 제7함대의 항공모함 전투단 태스크 포스이다.

## 역사

### 제2차 세계 대전
77.4전투단(Task Group 77.4는 세계 역사상 최대 해전이라는 1944년 레이테만 전투의 미국 해군 핵심이었다. 필리핀 레이테섬 부근에서 교전했다.

### 한국 전쟁

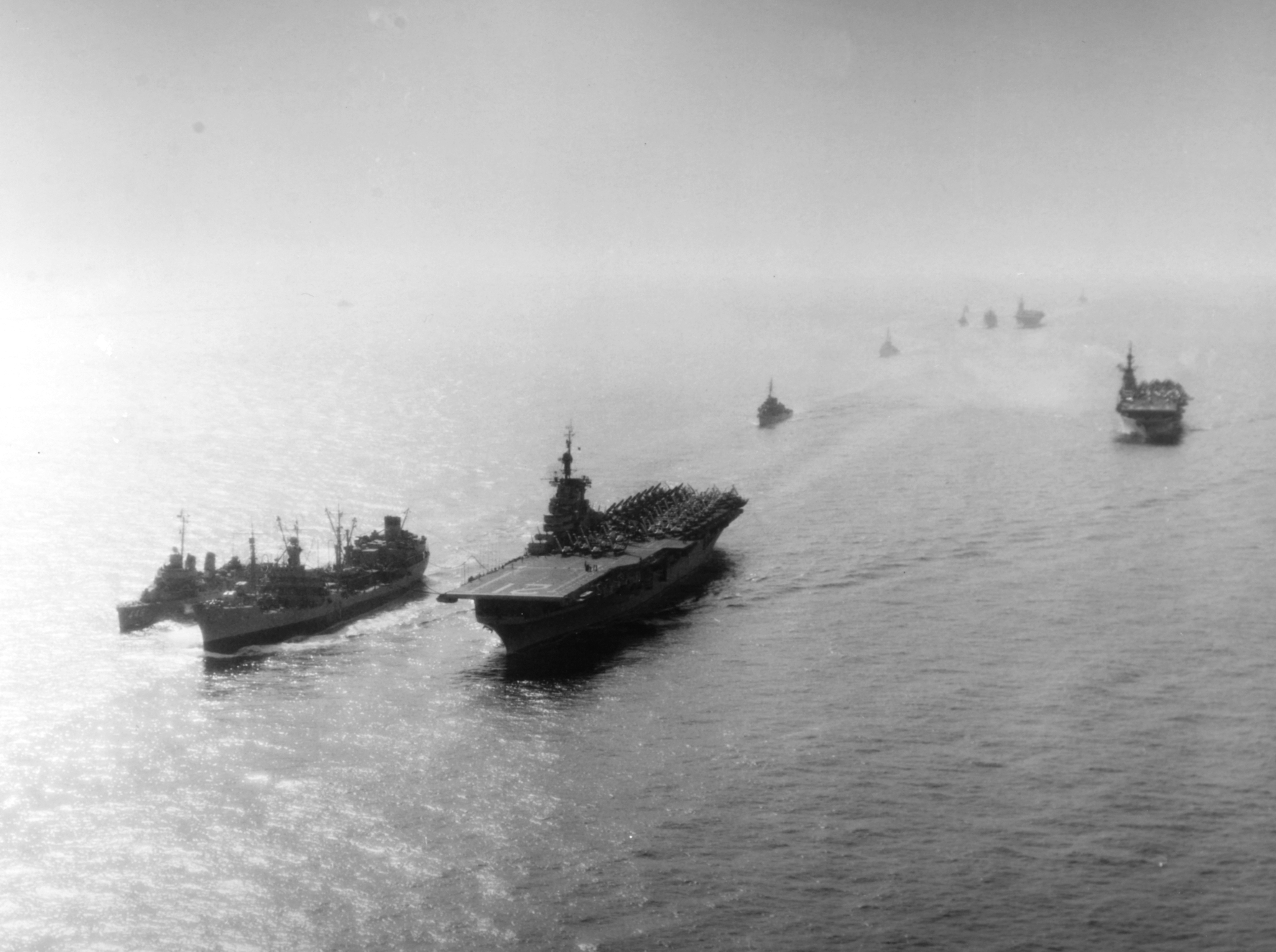
보급받고 있는 USS 복서 (CVA-21), 1953년 6월 2일 촬영

한국전쟁이 발발하자 미국 해군은 태스크 포스 77을 만들었다. 태스크 포스 77는 동해안 태스크 포스(East Coast Task Force)와 TF-95로 지정된 서해안 태스크 포스(West Coast Task Force)에 항공모함을 배치하였다. 미국 해군 17척, 오스트레일리아 해군 1척, 영국 해군 5척의 항공모함이 순차적으로 태스크 포스 77에 합류했다.
한국 전쟁 동안에 제77기동함대 사령관을 맡았던 G.R. 핸더슨(G.R. Henderso)은 TF-70과 제5항공모함전대(CARDIV FIVE)의 사령관 직책도 겸임하였다.

### 베트남 전쟁

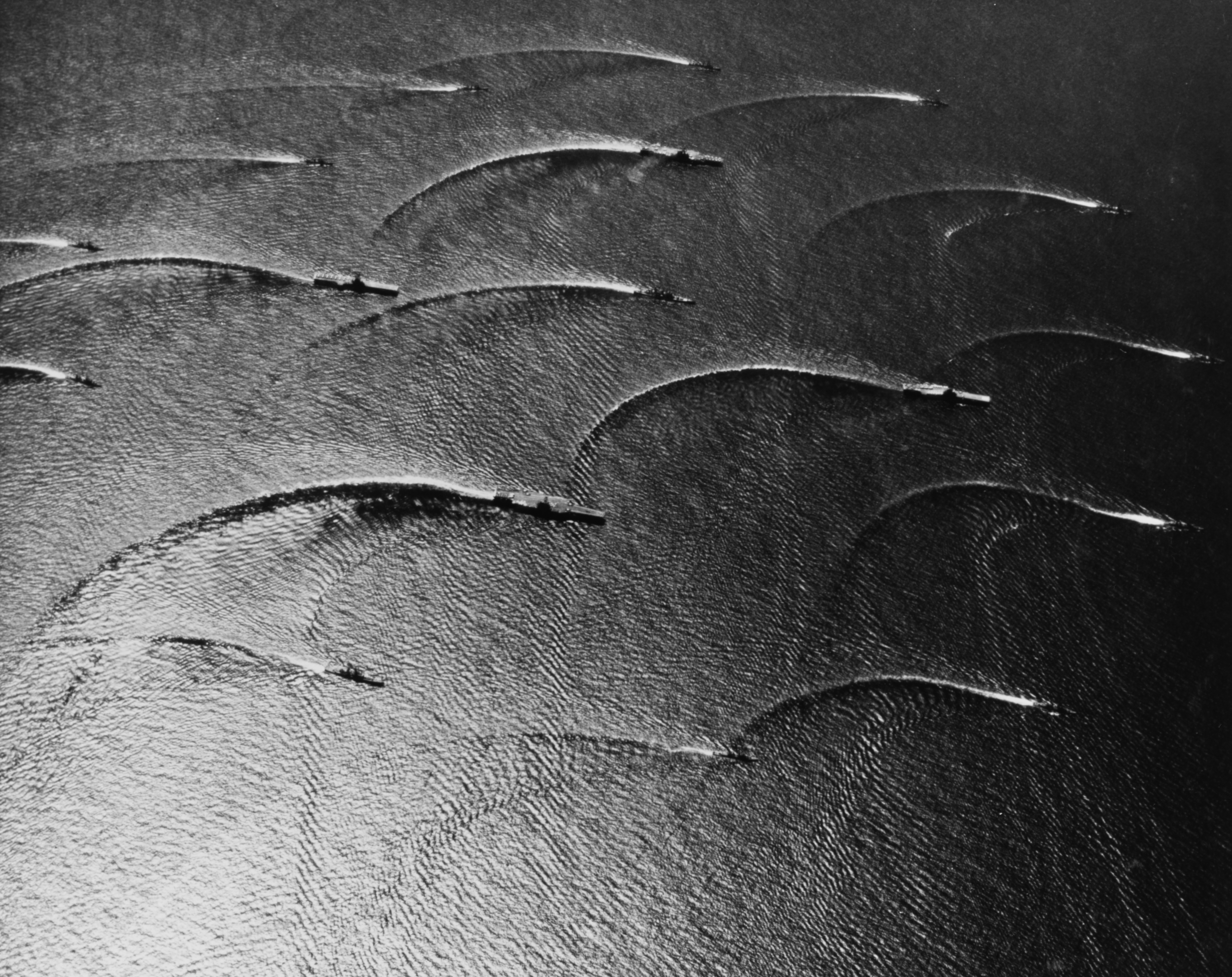
남중국해에서 진형을 유지하며 기동중인 제77기동함대 소속 함정의 모습